# 時津町立鳴鼓小学校
時津町立鳴鼓小学校（とぎつちょうりつ なづみしょうがっこう, Togitsu Town Nazumi Elementary School）は長崎県西彼杵郡時津町左底郷にある公立小学校。

## 概要
歴史
時津町の児童数増加に伴い、1982年（昭和57年）に開校した。
教育目標
「やる気、根気、元気」
校章
地域の象徴である山、「鳴鼓岳」（標高392m）を図案化したものを背景にして、中央に「鳴鼓小」の文字（縦書き）を置いている。
校歌
作詞は入口健爾、作曲は岩本武保による。2番まであり、両番とも「われらが鳴鼓 なづみ小学校」で終わる。
校区
久留里郷、左底郷。中学校区は時津町立鳴北中学校。

## 沿革
- 1982年（昭和57年）4月1日 - 時津町の児童数増加に伴い、時津町立時津小学校より分離し、「時津町立鳴鼓小学校」が開校。

## アクセス
最寄りのバス停
- 長崎バス 左底バス停

最寄りの国道・県道
- 国道206号 左底交差点

## 周辺
- 時津町なづみ児童館
- 時津町学校給食公社第二調理場
- 青雲中学校・高等学校
- ミスターマックス時津ショッピングセンター